# 潜山站
潜山站位于中华人民共和国安徽省安庆市潜山市东店村境内，是合安九客运专线上的一座车站，2021年12月30日启用。

## 车站结构
潜山站规模为2台4线,在建的六安景铁路新设2台4线，将与已建成的合安九客运专线的2台4线并站分场。